# Hansi Biebl Band
Die Hansi Biebl Band war eine deutsche Bluesrock- und Rockband. Sie wurde 1978 in Ost-Berlin gegründet, löste sich 1982 auf und war ab 1996 in neuer Besetzung wieder aktiv. Nach dem Erscheinen ihrer ersten LP konnte die Band auch im DDR-Fernsehen auftreten, unter anderem in Sendungen wie Jugendklub und rund. Beim DDR-Plattenlabel Amiga erschienen zwei LPs.

## Geschichte
Der Bluesgitarrist und Sänger Johannes Biebl gründete 1974 die Hansi Biebl Blues Band, die 1975 ein Auftrittsverbot erhielt, nachdem Eberhard Klunker und Olaf Wegner in die Bundesrepublik Deutschland geflüchtet waren. Danach spielte Biebl in der Veronika Fischer Band und bei Vier PS. 1978 gründete er die Hansi Biebl Band und knüpfte damit an die Tradition der Bluesband-Ära an, wobei deutlich Jazzrock- und Folkeinflüsse den Sound der Band prägten. Bereits nach einem Jahr des Bestehens erschien die erste Langspielplatte. Während die Kompositionen auf der Platte von Biebl stammten, lieferte Thomas Schmitt von MTS die meisten Texte.
Weitere Gründungsmitglieder der Hansi Biebl Band waren Carlos Shuffat (Perkussion), Peter Krause (Schlagzeug), Stefan Schirrmacher (Gitarre) und Willi Becker (Bass). Michael Kaszubowski ersetzte Becker und verließ 1980 zusammen mit Krause die Band. Christian Liebig (Bass), früher bei Freygang, kam zusammen mit Herbert Junck neu in die Band.
Anfang 1980 war die Hansi Biebl Band in der Besetzung mit Biebl, Liebig und Junck ein Trio, das weiterhin populär war und ein zweites Album veröffentlichte. Als Gastmusiker war Bernd Kleinow (Mundharmonika) dabei. 1982 löste Biebl die Band nach zwei erfolgreichen Alben auf. Liebig ging zu Engerling und später zu Modern Soul Band und Karat, Junck wechselte zu NO 55, später zu Silly. Biebl verließ 1984 die DDR. 
1996 startete die Band ihr Comeback mit den Musikern:
- Hansi Biebl (Gesang, Gitarre)
- Maik Pönisch (Bass, Gesang)
- Herbert Junck (Schlagzeug), bis 2002
- Steffen Hass (Schlagzeug), ab 2002

Die Band löste sich 2009 auf.

## Diskografie

### LPs
- 1979: Hansi Biebl Band (Amiga)
- 1981: Der lange Weg (Amiga)
- 1998: Unter den Wolken (Buschfunk)
- 2009: Savannah (Rundfunk-Aufnahme von 1975 mit Eberhard Klunker und Olaf Wegner)
- Stücke auf zahlreichen Samplern

### Single
- 1978: Was für ein Tag / Es gibt Momente (Amiga)

### Trivia
- Die Fantastischen Vier verwendeten 2024 in ihrem Lied Was Man Will ein Sample von Es gibt Momente.